# Mutsuko Nagata
Mutsuko Nagata (16 de setembro de 1976) é uma ex-basquetebolista profissional japonesa.

## Carreira
Mutsuko Nagata integrou a Seleção Japonesa de Basquetebol Feminino, em Atenas 2004, que terminou na décima posição.